# Grand Prix Formule 1 van Bahrein 2013
De Grand Prix Formule 1 van Bahrein 2013 werd gehouden op 21 april 2013 op het Bahrain International Circuit. Het was de vierde race van het kampioenschap.

## Wedstrijdverslag

### Achtergrond

#### DRS-systeem
Voor het DRS-systeem worden twee detectiepunten en twee DRS-zones gebruikt. Het eerste detectiepunt ligt in de negende bocht, waarna coureurs die binnen een seconde van hun voorganger rijden op het rechte stuk tussen de bochten 10 en 11 hun achtervleugel open mogen zetten. Het tweede detectiepunt ligt honderd meter voor de veertiende  bocht, waarna de coureurs op het rechte stuk van start/finish hun achtervleugel mogen openen.

### Kwalificatie
Nico Rosberg behaalde voor Mercedes zijn tweede pole position uit zijn carrière. Zijn landgenoot Sebastian Vettel start voor Red Bull als tweede, voor de Ferrari van Fernando Alonso. Rosbergs teamgenoot Lewis Hamilton kwalificeerde zich als vierde, voor de teamgenoot van Vettel Mark Webber en Alonso's teamgenoot Felipe Massa. Het Force India-duo Paul di Resta en Adrian Sutil kwalificeerden zich als zevende en achtste. Kimi Räikkönen kwalificeerde zich voor Lotus als negende, voor de McLaren van Jenson Button, die geen tijd neerzette in Q3.
Twee coureurs hebben nog straf vanuit de vorige race. De Force India van Adrian Sutil en de Sauber van Esteban Gutiérrez kwamen in de vierde ronde met elkaar in aanraking, waardoor beide coureurs moesten opgeven. Gutiérrez kreeg hiervoor vijf plaatsen straf voor deze race. Ook Red Bull-coureur Mark Webber en Jean-Éric Vergne van Toro Rosso kwamen in aanraking met elkaar, waardoor Webber drie plaatsen straf kreeg op de grid voor deze race. Ook Lewis Hamilton kreeg voor de kwalificatie een straf van vijf plaatsen vanwege het wisselen van zijn versnellingsbak.

### Race
De race werd gewonnen door Sebastian Vettel, die zijn tweede zege van het seizoen behaalde. Op het podium stonden ook de Lotus-teamgenoten Kimi Räikkönen en Romain Grosjean. De vierde plaats was voor Paul di Resta, die in de laatste ronden zijn podiumplaats naar Grosjean zag gaan. Lewis Hamilton en de McLaren van Sergio Pérez eindigden als vijfde en zesde, nadat zij in de laatste ronde Mark Webber hadden ingehaald. Fernando Alonso had in de beginfase van de race problemen met zijn DRS-systeem waardoor hij tweemaal moest stoppen. Ondanks deze problemen eindigde hij de race als achtste. De laatste punten waren voor polesitter Nico Rosberg en Jenson Button.

## Vrije trainingen
- Er wordt enkel de top 5 weergegeven.

| Vrije training 1 | Pos | No | Coureur          | Constructeur            | Tijd     |
| ---------------- | --- | -- | ---------------- | ----------------------- | -------- |
| Vrije training 1 | 1   | 4  | Felipe Massa     | Ferrari                 | 1:34.487 |
| Vrije training 1 | 2   | 3  | Fernando Alonso  | Ferrari                 | 1:34.564 |
| Vrije training 1 | 3   | 9  | Nico Rosberg     | Mercedes                | 1:34.621 |
| Vrije training 1 | 4   | 1  | Sebastian Vettel | Red Bull Racing-Renault | 1:34.790 |
| Vrije training 1 | 5   | 14 | Paul di Resta    | Force India-Mercedes    | 1:37.965 |
| Vrije training 2 | Pos | No | Coureur          | Constructeur            | Tijd     |
| Vrije training 2 | 1   | 7  | Kimi Räikkönen   | Lotus-Renault           | 1:34.154 |
| Vrije training 2 | 2   | 2  | Mark Webber      | Red Bull Racing-Renault | 1:34.184 |
| Vrije training 2 | 3   | 1  | Sebastian Vettel | Red Bull Racing-Renault | 1:34.282 |
| Vrije training 2 | 4   | 3  | Fernando Alonso  | Ferrari                 | 1:34.310 |
| Vrije training 2 | 5   | 14 | Paul di Resta    | Force India-Mercedes    | 1:34.543 |
| Vrije training 3 | Pos | No | Coureur          | Constructeur            | Tijd     |
| Vrije training 3 | 1   | 3  | Fernando Alonso  | Ferrari                 | 1:33.247 |
| Vrije training 3 | 2   | 1  | Sebastian Vettel | Red Bull Racing-Renault | 1:33.348 |
| Vrije training 3 | 3   | 2  | Mark Webber      | Red Bull Racing-Renault | 1:33.380 |
| Vrije training 3 | 4   | 7  | Kimi Räikkönen   | Lotus-Renault           | 1:33.446 |
| Vrije training 3 | 5   | 10 | Lewis Hamilton   | Mercedes                | 1:33.455 |

Testcoureurs:

- Heikki Kovalainen (Caterham-Renault; P20)
- Rodolfo González (Marussia-Cosworth; P22)

## Kwalificatie
| Pos                 | No | Coureur             | Constructeur            | Q1       | Q2       | Q3        | Grid |
| ------------------- | -- | ------------------- | ----------------------- | -------- | -------- | --------- | ---- |
| 1                   | 9  | Nico Rosberg        | Mercedes                | 1:33.364 | 1:32.867 | 1:32.330  | 1    |
| 2                   | 1  | Sebastian Vettel    | Red Bull Racing-Renault | 1:33.327 | 1:32.746 | 1:32.584  | 2    |
| 3                   | 3  | Fernando Alonso     | Ferrari                 | 1:32.878 | 1:33.316 | 1:32.667  | 3    |
| 4                   | 10 | Lewis Hamilton      | Mercedes                | 1:33.498 | 1:33.346 | 1:32.762  | 9    |
| 5                   | 2  | Mark Webber         | Red Bull Racing-Renault | 1:33.996 | 1:33.098 | 1:33.078  | 7    |
| 6                   | 4  | Felipe Massa        | Ferrari                 | 1:33.780 | 1:33.358 | 1:33.207  | 4    |
| 7                   | 14 | Paul di Resta       | Force India-Mercedes    | 1:33.762 | 1:33.335 | 1:33.235  | 5    |
| 8                   | 15 | Adrian Sutil        | Force India-Mercedes    | 1:34.048 | 1:33.378 | 1:33.246  | 6    |
| 9                   | 7  | Kimi Räikkönen      | Lotus-Renault           | 1:33.827 | 1:33.146 | 1:33.327  | 8    |
| 10                  | 5  | Jenson Button       | McLaren-Mercedes        | 1:34.071 | 1:33.702 | geen tijd | 10   |
| 11                  | 8  | Romain Grosjean     | Lotus-Renault           | 1:33.498 | 1:33.762 |           | 11   |
| 12                  | 6  | Sergio Pérez        | McLaren-Mercedes        | 1:34.310 | 1:33.914 |           | 12   |
| 13                  | 19 | Daniel Ricciardo    | STR-Ferrari             | 1:34.120 | 1:33.974 |           | 13   |
| 14                  | 11 | Nico Hülkenberg     | Sauber-Ferrari          | 1:34.409 | 1:33.976 |           | 14   |
| 15                  | 17 | Valtteri Bottas     | Williams-Renault        | 1:34.425 | 1:34.105 |           | 15   |
| 16                  | 18 | Jean-Éric Vergne    | STR-Ferrari             | 1:34.314 | 1:34.284 |           | 16   |
| 17                  | 16 | Pastor Maldonado    | Williams-Renault        | 1:34.425 |          |           | 17   |
| 18                  | 12 | Esteban Gutiérrez   | Sauber-Ferrari          | 1:34.730 |          |           | 22   |
| 19                  | 20 | Charles Pic         | Caterham-Renault        | 1:35.283 |          |           | 18   |
| 20                  | 22 | Jules Bianchi       | Marussia-Cosworth       | 1:36.178 |          |           | 19   |
| 21                  | 21 | Giedo van der Garde | Caterham-Renault        | 1:36.304 |          |           | 20   |
| 22                  | 23 | Max Chilton         | Marussia-Cosworth       | 1:36.476 |          |           | 21   |
| 107% tijd: 1:39.379 |    |                     |                         |          |          |           |      |

## Race
| Pos | No | Coureur             | Constructeur            | Rondes | Tijd/Oorzaak uitval | Grid | Punten |
| --- | -- | ------------------- | ----------------------- | ------ | ------------------- | ---- | ------ |
| 1   | 1  | Sebastian Vettel    | Red Bull Racing-Renault | 57     | 1:36:00.498         | 2    | 25     |
| 2   | 7  | Kimi Räikkönen      | Lotus-Renault           | 57     | +9.111              | 11   | 18     |
| 3   | 8  | Romain Grosjean     | Lotus-Renault           | 57     | +19.507             | 8    | 15     |
| 4   | 14 | Paul di Resta       | Force India-Mercedes    | 57     | +21.727             | 5    | 12     |
| 5   | 10 | Lewis Hamilton      | Mercedes                | 57     | +35.230             | 9    | 10     |
| 6   | 6  | Sergio Pérez        | McLaren-Mercedes        | 57     | +35.998             | 12   | 8      |
| 7   | 2  | Mark Webber         | Red Bull Racing-Renault | 57     | +37.244             | 7    | 6      |
| 8   | 3  | Fernando Alonso     | Ferrari                 | 57     | +37.574             | 3    | 4      |
| 9   | 9  | Nico Rosberg        | Mercedes                | 57     | +41.126             | 1    | 2      |
| 10  | 5  | Jenson Button       | McLaren-Mercedes        | 57     | +46.631             | 10   | 1      |
| 11  | 16 | Pastor Maldonado    | Williams-Renault        | 57     | +1:06.450           | 17   |        |
| 12  | 11 | Nico Hülkenberg     | Sauber-Ferrari          | 57     | +1:12.933           | 14   |        |
| 13  | 15 | Adrian Sutil        | Force India-Mercedes    | 57     | +1:16.719           | 6    |        |
| 14  | 17 | Valtteri Bottas     | Williams-Renault        | 57     | +1:21.511           | 15   |        |
| 15  | 4  | Felipe Massa        | Ferrari                 | 57     | +1:26.364           | 4    |        |
| 16  | 19 | Daniel Ricciardo    | STR-Ferrari             | 56     | +1 ronde            | 13   |        |
| 17  | 20 | Charles Pic         | Caterham-Renault        | 56     | +1 ronde            | 18   |        |
| 18  | 12 | Esteban Gutiérrez   | Sauber-Ferrari          | 56     | +1 ronde            | 22   |        |
| 19  | 22 | Jules Bianchi       | Marussia-Cosworth       | 56     | +1 ronde            | 19   |        |
| 20  | 23 | Max Chilton         | Marussia-Cosworth       | 56     | +1 ronde            | 21   |        |
| 21  | 21 | Giedo van der Garde | Caterham-Renault        | 55     | +2 ronden           | 20   |        |
| DNF | 18 | Jean-Éric Vergne    | STR-Ferrari             | 16     | Schade band         | 16   |        |

## Standen na de Grand Prix
- Er wordt enkel de top 5 weergegeven.

| Positie | Nummer | Rijder           | Team                    | Punten |
| ------- | ------ | ---------------- | ----------------------- | ------ |
| 1 ()    | 1      | Sebastian Vettel | Red Bull Racing-Renault | 77     |
| 2 ()    | 7      | Kimi Räikkönen   | Lotus-Renault           | 67     |
| 3 (1)   | 10     | Lewis Hamilton   | Mercedes                | 50     |
| 4 (1)   | 3      | Fernando Alonso  | Ferrari                 | 47     |
| 5 (1)   | 2      | Mark Webber      | Red Bull Racing-Renault | 32     |

| Positie | Nummers | Team                    | Rijders                        | Punten |
| ------- | ------- | ----------------------- | ------------------------------ | ------ |
| 1 ()    | 1 2     | Red Bull Racing-Renault | Sebastian Vettel Mark Webber   | 109    |
| 2 (1)   | 7 8     | Lotus-Renault           | Kimi Räikkönen Romain Grosjean | 93     |
| 3 (1)   | 3 4     | Ferrari                 | Fernando Alonso Felipe Massa   | 77     |
| 4 ()    | 9 10    | Mercedes                | Nico Rosberg Lewis Hamilton    | 64     |
| 5 (1)   | 14 15   | Force India-Mercedes    | Paul di Resta Adrian Sutil     | 26     |

## Noot
- Dit was de tweehonderdste Grand Prix-start voor zowel Fernando Alonso als Mark Webber.